# Râul Nelson
Râul Nelson (engleză Nelson River) este unul dintre apele curgătoare cu un debit mare din America de Nord. Râul are izvorul în lacul Winnipeg și se varsă în golful Hudson. 

## Curs
Râul are o lungime de numai 664 km, nefiind mai lung ca râurile din Germania, Main sau Mosel. Originea râului din motive istorice este partea de nord a lacului Winnipeg (Lake Winnipeg). Debitul lui va deveni în schimb ulterior bogat printr-un bazin hidrografic ce ocupă o suprafață de 1.093.442 km² și prin apele aduse de afluentul său principal Saskatchewan River. Dacă lungimea lui Nelon este luată împreună cu afluentul său principal, se va ajunge la o lungime de 2671 km, cea ce este aproape echivalentă cu lungimea Dunării. Prin numărul mare al afluenților Nelson are la vârsare un debit de 2370 m³/sec. 
Din anul 1970 debitul lui a crescut cu ca. 60 % prin vărsarea lui Churchill River (760 m³/sec.) care a fost canalizat în Nelson al cărui debit mediu este în prezent la vărsare 3486 m³/sec.

## Istoric
Râul a fost denumit Nelson în anul 1612, de către cercetătorul Thomas Button, care a iernat la gura de vărsare a lui. Numele provine de la Robert Nelson, un navigator englez care a murit aici. Pe cursul lui au avut loc ciocniri numeroase, dearece Nelson împreună cu Hayes era principala cale de transport a blănurilor.  În secolul XX vor fi construite pe cursul o serie de hidrocentrale, lucru care a iscat conflicte cu amerindienii din triburile Cree și Métis.